# Boldogasszony köve
Boldogasszony köve egy szikla Bükkszentkereszten, benne egy olyan mélyedéssel, amelybe bele lehet ülni. Egyesek szerint a kőnek gyógyító ereje van.

## Története
A helyi monda szerint Krisztus halála után anyja, Mária bánatában a világot járta. Bükkszentkereszt mellett elhaladva ezen a kövön pihent meg, amely felvette ültének formáját. Szűz Mária testétől költözött a kőbe gyógyító erő.
Mivel a települést a 18. században alapították, újkori történetről lehet szó, melynek alapja, hogy a kácsi búcsúra igyekvők itt gyülekeztek, és onnan visszatérve itt pihentek meg. Állítólag nagyon gyorsan kipihenték magukat, ezért gondolták, hogy a kőtől kaptak erőre.